# Arielulus
Arielulus es un género de murciélagos de familia Vespertilionidae. Nominado inicialmente como subgénero de Pipistrellus por Hill y Harrison (1987), fue transferido al género Eptesicus por Heller y Volleth (1984), y luego reconocido como un género distinto por Csorba y Lee (1999).

## Especies
- Arielulus aureocollaris (Kock y Storch, 1996)
- Arielulus circumdatus Temminck, 1840
- Arielulus cuprosus (Francis e Hill, 1984)
- Arielulus societatis (Hill, 1972)
- Arielulus torquatus (Csorba e Lee, 1999)